# تين يدفاي
تين يدفاي (بالكرواتية: Tin Jedvaj)‏ وهو لاعب كرة قدم كرواتي في مركز الدفاع ولد في يوم 28 نوفمبر 1995 في مدينة زغرب عاصمة كرواتيا لعب سابقاً مع نادي روما ونادي العين الإماراتي ويبلغ طوله 188 سم.

## مسيرته الكروية
لعب تين يدفاي خلال مسيرته الاحترافية مع 4 أندية في ثمانية مواسم وسجل خلالها 6 أهداف ضمن 127 مباراة. ولم يفز بأي موسم بالكأس وفاز في موسم واحد بالدوري.
خاض تين يدفاي مسيرته مع نادي دينامو زغرب في موسم 2012–13 لمدة موسم واحد، مشاركًا في 13 مباراة سجل خلالها هدفًا واحدًا. ثم انتقل إلى نادي روما في موسم 2013–14 لمدة موسم واحد، حيث شارك في مباراتين ولم يسجل أي هدف. لينتقل بعدها إلى نادي باير 04 ليفركوزن في موسم 2014–15 ليلعب معه خمسة مواسم، مشاركًا في 81 مباراة سجل خلالها 3 أهداف. ثم انتقل إلى نادي آوغسبورغ في موسم 2019–20 لمدة موسم واحد، مشاركًا في 31 مباراة سجل خلالها هدفين.

## روابط خارجية
- تين يدفاي على موقع الاتحاد الأوربي (الإنجليزية)
- تين يدفاي على موقع اتحاد كرواتيا (الكرواتية)
- تين يدفاي على موقع قاعدة بيانات كرة القدم.إي يو (الإنجليزية)
- تين يدفاي على موقع ناشيونال فوتبول تيمز (الإنجليزية)
- تين يدفاي على موقع Soccerway.com (الإنجليزية)
- تين يدفاي على موقع عالم كرة القدم.نت (الإنجليزية)
- تين يدفاي على موقع AS.com (الإسبانية)